# Ульянова, Мария Александровна
Мари́я Алекса́ндровна Улья́нова (урождённая Бланк; 22 февраля [6 марта] 1835, Санкт-Петербург — 12 [25] июля 1916, Петроград) — жена Ильи Николаевича Ульянова и мать революционеров Владимира Ильича Ленина и Александра Ильича Ульянова.

## Биография
Родилась 22 февраля (6 марта) 1835 года в Санкт-Петербурге в семье врача Александра Дмитриевича Бланка (ок. 1802—1870) (еврейского происхождения), женатого на Анне Ивановне (Иоганновне) Гроссшопф (1810—1838), родителями которой были немец Йоганн Гроссшопф (нем. Johann Groschopf) и шведка Анна Эстедт (швед. Anna Estedt/Anna Beata Östedt).
Была крещена 28 февраля 1835 года в церкви святителя Спиридона Тримифунтского в Главном Адмиралтействе протоиереем Александром Стратилатовым.
В 1838 году Анна Ивановна умерла, оставив шестерых детей — кроме Марии, ещё мальчик и четыре девочки: Дмитрий родился 9 сентября 1830, Анна — 30 августа 1831, Любовь — 29 августа 1832, Екатерина — 25 декабря 1833, София — 24 июля 1836 года. Отец женился во второй раз, а воспитанием детей занялась бездетная сестра матери — Екатерина Ивановна.
Детство и юность Марии прошли в имении отца — деревне Кокушкино (Казанская губерния), где под руководством тёти она получила хорошее домашнее образование. Она владела немецким, английским и французским языками. Хорошо знала русскую и европейскую литературу, играла на фортепиано, и, как всякая будущая хозяйка, была обучена рукоделию и ведению домашнего хозяйства.
В 1845—1848 годах жила в Златоусте, где отец работал врачом Златоустовской оружейной фабрики.
Высокое качество её домашнего образования было подтверждено сдачей экзамена на право преподавания — получение звания домашней учительницы в 1863 году, что соответствовало прохождению курса женской гимназии.
В 1861 году Мария Александровна приехала в Пензу в гости к своей старшей сестре Анне, где познакомилась с сослуживцем её мужа — И. Н. Ульяновым.
Свадьба Марии Александровны и Ильи Николаевича состоялась 25 августа (6 сентября) 1863 года в Кокушкино, а обвенчались они в августе 1863 года в Казанско-Богородицкой церкви села Черемышево.
В замужестве Мария Александровна родила восьмерых детей: четырёх сыновей и четырёх дочерей (первая Ольга, 1868 г.р. и Николай, 1873 г.р. умерли во младенчестве).
В январе 1886 года Илья Николаевич муж Марии Александровны умер. После его смерти вдове с шестью детьми пришлось взять все заботы семьи на свои плечи. В первую очередь, заботясь о будущем детей, она ходатайствует о признании за ними права на потомственное дворянство. По её прошению Симбирское Дворянское Депутатское Собрание, «…постановлением 17 июня 1886 г, внесло в третью часть дворянской родословной книги вдову Действительного Статского Советника Ильи Николаева Ульянова Марию Александрову и детей их…», что было утверждено указом Императора от 6 ноября 1886 года. Источником существования семьи становится пенсия на вдову и детей и доходы от принадлежащей ей части имения Кокушкино, a также участок земли, купленный после продажи дома в Симбирске.

В 1887 году следующий удар — казнь её старшего сына Александра, причастного к покушению на императора Александра III.

В 1891 году — смерть от брюшного тифа в Санкт-Петербурге 19-летней дочери Ольги. 
Немало переживаний было связано с революционной деятельностью и множеством арестов и ссылок её оставшихся детей: Владимира, Марии, Дмитрия и Анны. 
И всё же она поддерживала своего сына Владимира в его политической деятельности и дважды посещала его за границей (во Франции летом 1902 года и в Стокгольме осенью 1910 года). 
Мария Александровна умерла от склероза сердца 12 (25) июля 1916 года на 82-м году жизни и похоронена на Волковском кладбище в Петрограде.

## Семья и родственники

### Братья и сёстры
В семье Бланков было шестеро детей — мальчик и пять девочек: Дмитрий родился 2 (14) сентября 1830 года, Анна — 30 августа (11 сентября) 1831 года, Любовь — 29 августа (10 сентября) 1832 года, Екатерина — 25 декабря 1833 года (6 января 1834), Мария — 22 февраля (6 марта) 1835 года, София — 24 июня (6 июля) 1836 года.
Сын Дмитрий Бланк погиб по причине самоубийства 19 (31) января 1850 года в возрасте 19 лет.
Анна Александровна вышла замуж за Ивана Дмитриевича Веретенникова. В их семье родилось восемь детей.
Любовь Александровна была замужем два раза. Первым мужем был А. Ф. Ардашев, в браке из детей шестеро сыновей дожили до взрослого возраста. Вторым мужем был А. П. Пономарёв.
Екатерина Александровна была замужем за учителем математики А. А. Залежским. У них было десять детей.
Софья Александровна была женой педагога Иосифа (Осипа) Кондратьевича Лаврова. В семье Лавровых родилось шестеро детей.

### Бланки
Александр Дмитриевич был родом из Староконстантинова Волынской губернии, из семьи Мошки (Мойши) Ицковича Бланка (род. 1763—ум. не ранее 1857) и его жены Марем (род. 1764-ум. не ранее 29 апреля (11 мая) 1834 года и не позднее 5 (17) июня 1845 года). В семье было двое детей, старший сын Абель (родился не позднее 1798), и младший сын Сруль, будущий отец Марии Александровны. Оба сына приняли православие в 1820-ых годах. После крещения Сруль получил имя Александр Дмитриевич, а Абель — Дмитрий Дмитриевич. После смерти супруги, матери детей, Мошка Ицкович Бланк также принял православие.
А. Д. Бланк учился в Санкт-Петербурге в Императорской медико-хирургической академии (1818—1824); в 1824 году поступил на службу — врачом в Смоленске. В 1826 году был командирован в Олонец для борьбы с эпидемическими заразными заболеваниями, где пробыл несколько месяцев; в 1827—1831 годах был полицейским врачом. Во время холерного бунта из-за немецкой фамилии был убит его брат Дмитрий Дмитриевич, дежуривший в центральной холерной больнице Петербурга. Когда участники убийств были амнистированы, некоторые врачи, в том числе и А. Д. Бланк, ушли в отставку. Весной 1833 года Александр Дмитриевич возобновил службу — ординатором Городской больницы Святой Марии Магдалины для бедных, где служил до 1841 года. Именно в этой больнице у него лечился Тарас Шевченко. Одновременно, он служил в морском госпитале; 22 июля 1838 года получил чин коллежского асессора. С 1841 года служил в Перми, в Александровском госпитале. Затем был врачом при больнице Юговского завода в Пермской губернии. В 1845—1847 годах — главный врач госпиталя Златоустовской оружейной фабрики, был медицинским инспектором госпиталей Златоустовского горного округа. Вышел в отставку в чине надворного советника со старшинством (с 27 ноября (9 декабря) 1847 года.
Род Бланков был внесён в 3-ю часть дворянской родословной книги Казанской губернии по определению Казанского дворянского депутатского собрания от 27 ноября (9 декабря) 1847 года и был утверждён указом Герольдии от 4 (16) августа 1859 года. В Казанской губернии доктор Бланк приобрёл село Кокушкино, став помещиком средней руки; там же и умер.

### Гроссшопф-Эстедт
Александр Дмитриевич женился в 1830 году на Анне Ивановне Гроссшопф (1810—1838), родителями которой были немец Йоганн Гроссшопф (нем. Johann Groschopf) и шведка Анна Эстедт (швед. Anna Estedt/Anna Beata Östedt, у М. Шагинян Öстедт). В 1838 году Анна Ивановна умерла. Bоспитанием детей занялась бездетная старшая сестра матери — Екатерина Ивановна фон Эссен( ум. 7 (20) сентября 1963 года), которая стала гражданской женой А. Д. Бланка.
Анна Гроссшопф родилась в Петербурге. Её род по немецкой (отцовской) линии прослеживается до XIII—XIV века, а по шведской (материнской) линии до XVII века.  Гроссшопфы служили в таможенном и почтовом ведомствах.
Йоганн Гроссшопф, купец родом из Любека, переехал в Петербург приблизительно в 1787 году, где и женился.
Помимо дочери Анны, у пары был сын Густав Адольф (нем. Gustav Adolph von Grosschopff). Правнук Густава Адольфа, Гюнтер Крузе (нем. Günter Kruse, род. 1932), дал множество интервью и написал статьи о немецких корнях материнской линии семьи Ульяновых.
Анна Эстедт (швед. Anna Estedt/Anna Beata Östedt или Öhrstedt, 1773—1847) была дочерью шведского придворного ювелира, гравёра и масона Карла Фридриха Эстедта (швед. Carl Fredrik Östedt или Öhrstedt, 1741—1826), переехавшего в Петербург из Уппсалы, где он родился, и откуда был родом его отец Карл Рейнхольд (швед. Carl Reinhold Östedt). Жена Карла Фридриха, Анна Кристина (швед. Anna Christina) урождённая Борг (1745—1799), была также шведкой родом из Уппсалы, как и её отец Карл Борг (швед. Carl Borg).

## Память
- Памятники М. А. Ульяновой установлены в Санкт-Петербурге, Уссурийске, Златоусте, Рязани, Пензе.
- Памятник М. А. Ульянова с сыном Володей (Ульяновск).
- В 1962 году Почта СССР выпустила марку, посвящённую семье Ульяновых.
- В 1985 году Министерство связи СССР выпустило ХМК, посвящённый 150-летнему юбилею М. А. Ульяновой[33].
- В 1985 году Почта СССР выпустила марку с изображением М. А. Ульяновой.
- В 2001 году в фильме «Телец» роль М. А. Ульяновой исполнила Ирина Соколова.
- В 1957 году на к/с Мосфильм по пьесе Ивана Попова «Семья» режиссёром В. Невзоровым был снят х/ф «Семья Ульяновых». Роль Марии Александровны сыграла Софья Гиацинтова.
- В 1964 году вышел советский фильм «Казнены на рассвете» режиссёра Евгения Андриканиса; в роли Марии Александровны — Елизавета Солодова.
- В 1965 году в Советском Союзе был снят фильм «Сердце матери» (режиссёр — Марк Донской), в котором, в частности, рассказывается о казни Александра Ульянова и о том, как это событие пережила Мария Александровна Ульянова. Второй фильм — «Верность матери» (1966). В роли Марии Александровны — Елена Фадеева.
- В 1965 году вышел художественный фильм «Первая Бастилия» режиссёра Михаила Ершова по сценарию Юрия Яковлева. В роли Марии Александровны — Елизавета Солодова.

- Памятник М. А. Ульяновой с сыном Володей, 1971 г., Ульяновск.
- Памятник Володе и Марии Александровне у здания Уссурийского цирка.
- Могила Ульяновой на Литераторских мостках в Санкт-Петербурге.
- Информация на доские мемориала Ульяновой и других членов семи, Литераторские мостки.
- Конверт почты СССР; Мария Александровна Ульянова. 1985 г.
- Почтовая марка СССР 1962 г. "Семья Ульяновых".
- Почта СССР, 1985 г.
- Конверт почты СССР 1985 года с гашением Первого дня. 150 лет со дня рождения М. А. Ульянова.
- Фильм Верность матери 1966 г.

## Адреса в Симбирске
- 9.1869 — осень 1870 — Стрелецкая улица (ныне пл. Ленина) во флигеле дома А. С. Прибыловской (ныне Дом, где родился В. И. Ленин);
- осень 1870—1871 — Стрелецкая улица (ныне пл. Ленина) в доме А. С. Прибыловской (ныне Дом А. С. Прибыловской);
- 1871—1875 — Стрелецкая улица (ныне пл. Ленина) квартира в доме Дарьи Фёдоровны Жарковой (ныне Квартира-музей семьи Ульяновых);
- 1875—1876 — Московская улица (ныне ул. Ленина, 92) (Дом Костёркина, ныне детская художественная школа);
- 1876—1877 — Московская улица (ныне ул. Ленина, 90) (Дом Анаксагорова, ныне музей городского быта «Симбирск конца XIX — начала XX века»);
- 1877—1878 — Покровская улица (ныне ул. Льва Толстого, 24) (Дом, где жила семья Ульяновых, ныне музей «Градостроительство и архитектура Симбирска-Ульяновска»);
- 1878—1887 — Московская улица (ныне ул. Ленина, 70) быв. дом Е. П. Молчановой купленный Марией Александровной в собственность (ныне Дом-музей В. И. Ленина)[34][35];

## Адреса в Санкт-Петербурге
- 22.02.1835—1897 — Английская набережная, д. 74;
- 1897 год — Сергиевская улица, д. 13, кв. 16.